# Bijvoet Centrum voor Biomoleculair Onderzoek
Het Bijvoet Centrum voor Biomoleculair Onderzoek is een onderzoeksinstituut van de Universiteit Utrecht. Het centrum doet onderzoek naar de relatie tussen de structuur en de functie van biomoleculen, waaronder eiwitten en lipiden, die een belangrijke rol spelen in biologische processen zoals regulatie, interactie en herkenning. Het Bijvoet Centrum beschikt over geavanceerde faciliteiten voor de analyse van eiwitten en andere biomoleculen met behulp van NMR, eiwitkristallografie, elektronenmicroscopie en massaspectrometrie. Het is vernoemd naar de Nederlandse scheikundige Johannes Martin Bijvoet, die ook aan de Universiteit Utrecht gewerkt heeft.

## Geschiedenis
De Universiteit Utrecht en de stichting Scheikundig Onderzoek Nederland (tegenwoordig de divisie Chemische Wetenschappen van NWO) hebben het Bijvoet Centrum opgericht op 25 Maart 1988. Het doel was het oprichten van een centrum voor onderzoek en expertise op het gebied van structuurbiologie, met een internationaal erkende staf en geavanceerde instrumentele en rekenkundige faciliteiten voor het "verrichten van onderzoek naar de moleculaire structuur en reactiviteit van chemisch en biologisch belangrijke moleculen én naar nieuwe methoden ter bepaling hiervan".
Bij de oprichting ontving het centrum 8,5 miljoen gulden voor nieuwe apparatuur voor onderzoek op het gebied van de "levenswetenschappen en op maatschappelijk belangrijke terreinnen, zoals de fijnchemie, de farmacochemie en de biotechnologie". Een van de eerste investeringen die het centrum deed was de aanschaf van apparatuur voor in-vivo-NMR-studies (tegenwoordig vooral bekend als MRI) voor dieronderzoek. De officiële opening van het centrum vond plaats op 27 oktober 1988 met een symposium ter gelegenheid waarvan een lezing werd gegeven door nobelprijswinnaar Hartmut Michel.
In het begin bestond het instituut uit vier onderzoeksgroepen die verschillende gebieden van biomoleculair onderzoek omvatten, te weten NMR-spectroscopie, kristal- en structuurchemie, biomembranen en modelsystemen, en bio-organische chemie van glycoconjugaten. Tegenwoordig bestaat het instituut uit zeven onderzoeksgroepen van de Universiteit Utrecht, een onderzoeksgroep van het Universitair Medisch Centrum Utrecht (UMCU) en nog drie geassocieerde onderzoeksgroepen van het UMCU.

## Onderzoek
Het Bijvoet Centrum heeft ongeveer 150 werknemers, waaronder 10 hoogleraren, 20 universitair (hoofd)docenten, 50 postdocs en 50 PhD studenten.
Het onderwerp van onderzoek is het begrijpen hoe biomoleculen functioneren in het menselijk lichaam en in het leven in het algemeen en hoe interacties tussen biomoleculen verstoord zijn bij patiënten met bepaalde ziekten. Dit omvat onder andere onderzoek naar de oorzaak en mogelijk therapeutische mogelijkheden voor taaislijmziekte, wat veroorzaakt wordt door problemen in de vouwing van CFTR, een eiwit coderende voor een chloridekanaal dat gemuteerd is bij patiënten met deze ziekte, en onderzoek naar nierziekten die veroorzaakt worden door een ontregeling van het aangeboren deel van het immuunsysteem. Een ander voorbeeld van het onderzoek is de ontwikkeling van zogenaamde nanobullets, kleine eiwitten, gebaseerd op antilichamen van lama's waarmee chemotherapeutica gericht naar kankercellen in een patiënt gestuurd kunnen worden.
In 2010 ontving prof. dr. Piet Gros, die van 2012 to 2016 wetenschappelijk directeur van het instituut was, de NWO Spinozapremie voor zijn werk aan het ophelderen van de driedimensionale structuur van het C3-eiwit, onderdeel van het complementsysteem, een van de oudste onderdelen van het menselijk immuunsysteem.
Het instituut heeft technologische expertise voor het ontwikkelen van nieuwe mogelijkheden om biomoleculen te bestuderen, zoals het doen van NMR spectroscopy op eiwitten die zich nog in cellen bevinden, en het op grote schaal mogelijk maken van de analyse van fosforylering op eiwitten. Voor het bestuderen van intacte eiwitcomplexen, waaronder therapeutische antilichamen, werd een nieuwe massaspectrometer ontwikkeld. Het centrum heeft ook expertise op het gebied van het simuleren van de interacties tussen eiwitten onderling en met medicijnen. Hiervoor wordt onder andere gebruikgemaakt van zogenaamde Grid computing om de invloed van moleculen op elkaars structuur te kunnen voorspellen.

## Onderwijs
De onderzoeksgroepen in het centrum bieden onderwijs aan een groot aantal bachelor-, master- en PhD-studenten, van wie een groot deel uit het buitenland afkomstig is en sinds 1992 is het onderwijsprogramma voor PhD-studenten door de Koninklijke Nederlandse Akademie van Wetenschappen (KNAW) geaccrediteerd.
In 2012 was het Bijvoet Centrum het eerste onderzoeksinstituut in de levenswetenschappen in Europa dat een Innovative Doctoral Programme beurs ontving uit het Marie Curie Initial Training Network programma van het Zevende Kaderprogramma (KP7) van de Europese Unie.

## Faciliteiten
Het centrum beschikt over moderne faciliteiten voor eiwit-massaspectrometrie, elektronenmicroscopie, hoge-resolutie NMR-spectroscopy en kristallografie om de structuur en interacties van biomoleculen te bestuderen. en het centrum participeert in het Europese ESFRI project Instruct wat zich richt op geïntegreerde structuurbiologie.
Sinds 2005 is de onderzoeksgroep van prof. dr. Albert J.R. Heck in het instituut ook de kern van het Netherlands Proteomics Centre, en in 2012 ontving het instituut financiering om het werk op het gebied van proteomics voort te zetten in het kader van de door het ministerie van OCW en NWO gefinancierde Nederlandse Roadmap voor Grootschalige Onderzoeksinfrastructuren. Onder de uitgebreide faciliteiten voor NMR bevindt zich ook een uniek NMR apparaat voor vaste-stof DNP-NMR en in 2012 ontving het instituut financiering om een van de eerste 1.2 GHz NMR spectrometers ter wereld aan te schaffen.

## Wetenschappelijk Directeuren
Sinds de oprichting in 1988, zijn de volgende hoogleraren wetenschappelijk directeur van het Bijvoet Centrum geweest:
- 1988-2000: prof. dr. Hans Vliegenthart
- 2000-2006: prof. dr. Rob Kaptein
- 2006-2011: prof. dr. Albert J.R. Heck
- 2012-2016: prof. dr. Piet Gros
- 2016-2019: prof. dr. Marc Baldus (en)
- 2019-2023: prof. dr. Alexandre Bonvin
- sinds 2023: prof. dr. Friedrich Förster